# 海特山
海特山（英語：Mount Hayter）是南極洲的山峰，海拔高度2,690米，位於萊爾德高原東南面2公里，該山峰在1964-65年由新西蘭探險隊發現，以斯科特基地隊長命名。
82°2′S 157°26′E / 82.033°S 157.433°E